# 김윤경 (법조인)
김윤경(金潤慶, 1935년~2022년 2월 14일)은 부산고등법원장과 서울고등법원장 등을 역임한 법조인이다.

## 생애
1935년에 평양에서 태어나 서울대학교 법학과를 졸업하고 1955년 제7회 고등고시 행정과와 1956년 제8회 고등고시 사법과에 합격하였다. 
1960년 대전지방법원 판사에 임용되어 서울고등법원 등에서 판사를 하였으며 제주지방법원, 전주지방법원, 대전지방법원, 수원지방법원 등 4곳의 지방법원장과 대전고등법원, 광주고등법원, 부산고등법원, 서울고등법원에서 고등법원장을 역임했다.
<일본 간이 재판 제도에 관하여> 등 다수의 논문이 있는 김윤경은 수원지방법원장 재임할 때 사건 당사자가 많은 소액심판제도의 운영을 개선했다.

## 주요 판결
- 서울민사지방법원 합의15부 재판장으로 재직하던 1973년 12월 20일에 "빙판진 고속도로의 교량 위에서 일어난 교통사고는 고속도로를 점유 관리하는 도로공사 측에 책임이 있다며 도로공사와 속리산관광개발은 연대하여 원고에게 712만원을 지급하라고 했다.[2] 1974년 12월 18일에 "과자 제조 과정에서 나오는 소음 대기오염 폐수 진동 때문에 불면증, 우울 신경증 등으로 고통받고 있다"며 "위자료 900만원을 지급하라"는 손해배상 청구소송에서 "매연 소음 폐수 악취 등이 이웃 주민들이 받아들일 수 있는 한도를 넘을 경우에는 공해 배출 회사는 그 손해를 배상할 책임이 있다"며 동양제과는 원고에게 25만원을 지급하라"고 했다.[3]

- 서울형사지방법원 합의12부 재판장으로 재직하던 1975년 9월 27일에 해경대 장비구입 부정사건으로 전 치안본부 해경계장 김명진 등 피고인 10명에 대해 특가법 등을 적용해 최고 징역10년 벌금 3200만원 추징금 620만원에서 징역1년 집행유예3년을 선고했다.[4] 1976년 3월 29일에 대통령 긴급조치 9호 위반으로 구속된 전 구속자 가족협의회 부회장 김윤식에게 징역3년 자격정지3년, 전 민주회복국민회의 대변인 계훈제에게 징역2년 자격정지2년을 선고했다.[5] 9월 13일에 대마초를 상습적으로 피운 가수 박인수에 대해 습관성 의약품관리법 위반죄를 적용해 징역1년 집행유예2년을 선고하면서 호기심에 한 두번 피운 가수 고정순에 대해 벌금 10만원을 선고했다.[6] 4월 12일에 조계종 난동 사건 범인 2명에게 특수감금죄, 강도상해, 폭행죄를 적용해 징역15년을 선고하면서 그외 3명에게 징역 7년, 17명에게 징역3년6월, 1명에게 징역2년 집행유예3년을 각각 선고했다.[7] 1977년 2월 8일에 한독맥주와 모회사인 삼기물산의 거액 주식위조 및 부정대출사건 피고인에게 유가증권위조와 동행사, 사기죄 등을 적용해 사장에게 징역5년, 부사장 등 5명에게는 징역2년에서 집행유예까지 각각 선고했다.[8]

- 서울형사지방법원 항소2부 재판장으로 재직하던 1976년 7월 13일에 수원경찰서장 권총 절취 사건의 피고인에게 "모든 증거로 보아 범죄사실은 충분히 인정되지만 원심의 양형이 좀 무거운 것 같다며"며 절도죄를 적용해 1년6월 구형에 징역2년을 선고한 원심을 깨고 징역1년6월을 선고했다.[9]

- 서울지방법원 인천지원 합의1부 재판장으로 재직하던 1977년 7월 13일에 이탈리아제 호화가구 밀수사건으로 기소된 피고인 4명에게 "호화가구 밀수는 나쁘지만 일부 피고인은 자백을 하여 정상참작하여 구형보다 낮게 선고한다"며 특가법 관세법 외국환관리법 등을 적용해 징역7년에서 벌금까지 선고하면서 그중에서 3명은 벌금 2억5천만원을 병과했다.[10]